# 阿萊區
33°48′23″N 35°36′02″E / 33.80639°N 35.60056°E

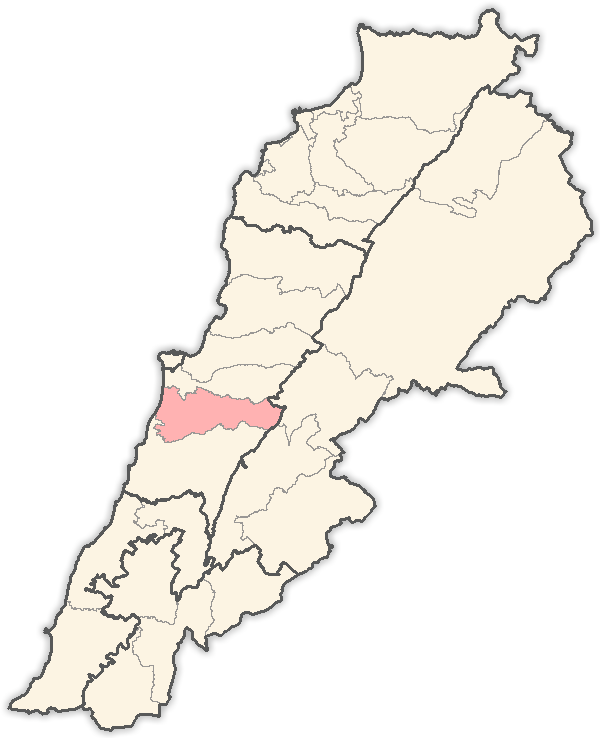

阿萊區（阿拉伯语：‎），是黎巴嫩黎巴嫩山省的區份，位於該國西部，首府設於阿莱，面積336平方公里，2008年人口104,000，人口密度每平方公里310人。